# Zmarli w grudniu 2010

## Grudzień 2010
- 31 grudnia
  - Tove Maës, duńska aktorka[1]
  - Wiesław Wodecki, polski felietonista, reporter[2]
- 30 grudnia
  - Ellis Clarke, polityk, pierwszy prezydent Trynidadu i Tobago[3]
  - Bobby Farrell, arubijski piosenkarz, wokalista Boney M.[4]
  - Wiesław Kiczan, polski działacz partyjny, wiceminister górnictwa i energetyki (1980–1981)[5]
  - Paweł Kołczin, radziecki biegacz narciarski, medalista olimpijski[6]
- 29 grudnia
  - Eduardo Azevedo Soares, portugalski polityk i wojskowy, parlamentarzysta, minister ds. morskich (1991–1995)[7]
  - Zdzisław Dobrowolski, polski działacz samorządowy i partyjny, prezydent Starogardu Gdańskiego (1986–1990)[8]
  - Awi Kohen, izraelski piłkarz[9]
  - Sören Wibe, szwedzki polityk i ekonomista, deputowany krajowy i europejski, lider Listy Czerwcowej[10]
- 28 grudnia
  - Hideko Takamine, japońska aktorka[11]
- 27 grudnia
  - Alojzy Szorc, polski historyk, duchowny katolicki[12]
- 26 grudnia
  - Salvador Jorge Blanco, dominikański polityk, prezydent Dominikany w latach 1982-1986[13]
  - Albert Ghiorso, amerykański naukowiec, odkrywca pierwiastków chemicznych[14]
  - Teena Marie, amerykańska piosenkarka, kompozytorka[15]
  - Bernard Wilson, amerykański wokalista zespołu Harold Melvin & The Blue Notes[16]
- 25 grudnia
  - John Bulaitis, watykański dyplomata, nuncjusz apostolski
  - Anna Czernienko, pierwsza dama ZSRR (1984-1985)
  - Bud Greenspan, amerykański reżyser filmów sportowych[17]
  - Carlos Andrés Pérez, prezydent Wenezueli w latach 1974-1979 i 1989-1993[18]
- 24 grudnia
  - Jerzy Józef Baranowski, polski inżynier i polityk, senator IV kadencji[19]
  - Frans de Munck, holenderski piłkarz, bramkarz[20]
  - Jose Orlandis, hiszpański duchowny katolicki, historyk[21]
- 23 grudnia
  - Leszek Rouppert, polski koszykarz, trener i działacz koszykówki[22]
- 22 grudnia
  - Vivi Markussen, duńska lekkoatletka, sprinterka[23]
- 21 grudnia
  - Stanisław Anacko, polski koszykarz, mistrz Polski w barwach Górnika Wałbrzych[24]
  - Enzo Bearzot, włoski piłkarz, trener piłkarski[25]
  - Helena Gburek-Kowalówka, polska lekkoatletka (skoczkini w dal i sprinterka)[26]
  - Jan Kosek, polski przedsiębiorca, biznesmen[27]
  - Zdzisław Niedziela, polski koszykarz i trener koszykówki[28]
  - Lech Emfazy Stefański, polski aktor, poeta, reżyser i dramaturg, prekursor psychotroniki w Polsce[29]
- 20 grudnia
  - Steve Landesberg, amerykański aktor[30]
  - Władysław Musiał, polski piłkarz[31]
- 19 grudnia
  - Zygmunt Kuraś, polski lekkoatleta, pracownik naukowy AWF Warszawa[32]
  - Władysław Stopiński, polski kapitan Wojska Polskiego, obrońca Westerplatte[33]
- 18 grudnia
  - John Bukovsky, nuncjusz apostolski w Rosji
  - Tommaso Padoa-Schioppa, włoski ekonomista, dyplomata, minister finansów, jeden z twórców euro[34]
  - Jacqueline de Romilly, francuska filolog klasyczna[35]
- 17 grudnia
  - Captain Beefheart, amerykański kompozytor, wokalista, muzyk, poeta i malarz[36]
- 16 grudnia
  - Tomasz Dziubiński, polski muzyk rockowy, prezes i założyciel wytwórni Metal Mind Productions[37]
  - Jakub Müller, polski działacz społeczności żydowskiej w Nowym Sączu[38]
- 15 grudnia
  - Blake Edwards, amerykański reżyser filmowy[39]
  - Jean Rollin, francuski reżyser filmów pornograficznych[40]
- 14 grudnia
  - Roman Hurkowski, polski dziennikarz sportowy[41]
- 13 grudnia
  - Richard Holbrooke, amerykański dyplomata i polityk[42]
- 12 grudnia
  - Salverino De Vito, włoski polityk i nauczyciel, minister bez teki (1983–1987)[43]
  - Tom Walkinshaw, szkocki kierowca wyścigowy i właściciel stajni wyścigowej[44]
- 11 grudnia
  - Urszula Modrzyńska, polska aktorka[45]
  - Remigiusz Sobański, polski duchowny katolicki[46]
- 10 grudnia
  - Czesław Budzyński, poeta, powieściopisarz, dyplomata
  - John Fenn, amerykański chemik, laureat Nagrody Nobla[47]
  - Mieczysław Krajewski, polski ekonomista i polityk[48]
  - Marian Wajsbrot, polski działacz społeczności żydowskiej[49]
- 9 grudnia
  - James Moody, amerykański saksofonista jazzowy[50]
  - Thorvald Strömberg, fiński kajakarz, mistrz olimpijski[51]
  - Jerzy Tumaniszwili, polski kontradmirał Marynarki Wojennej[52]
  - Mieczysław Tyczka, polski prawnik, były prezes Trybunału Konstytucyjnego[53]
- 8 grudnia
  - Henryk Dwojacki, polski urzędnik i działacz społeczny, dyrektor Miejskiego Ogrodu Zoologicznego w Łodzi[54]
- 7 grudnia
  - Zdzisław Miedziarek, polski działacz państwowy, wiceminister przemysłu (1987–1991)[55]
  - Gabriel Rechowicz, polski artysta malarz, grafik, ilustrator książek[56]
  - Wolha Samusik, białoruska piosenkarka[57]
  - Federico Vairo, argentyński piłkarz[58]
- 6 grudnia
  - Bolesław Taborski, polski poeta, teatrolog, tłumacz i krytyk literacki[59]
- 4 grudnia
  - John E. Barr, członek Ciała Kierowniczego Świadków Jehowy[60]
  - Adam Iwiński, polski reżyser[61]
  - Birthe Nielsen, duńska lekkoatletka, sprinterka[62]
- 3 grudnia
  - Hugues Cuenod, szwajcarski śpiewak[63]
  - José Ramos Delgado, argentyński piłkarz[64]
  - Karol Perłowski, polski wojskowy[65]
- 2 grudnia
  - Józef Auksztulewicz, polski lekkoatleta, miotacz[66]
  - Michele Giordano, włoski duchowny katolicki, arcybiskup Neapolu, kardynał[67]
  - Michał Markowicz, polski polityk i rolnik, poseł na Sejm PRL VIII i IX kadencji (1980–1989)[68]
  - Maria Starzyńska, polska pisarka[69]
  - Lauri Tamminen, fiński lekkoatleta, młociarz[70]
- 1 grudnia
  - Marian Dmochowski, polski ekonomista, dyplomata i działacz komunistyczny, wiceminister handlu zagranicznego (1962–1973) i spraw zagranicznych (1977–1983), ambasador w NRD (1973–1977) i Szwajcarii (1973–1986)[71]